# Marco Petrini
Marco Petrini (Siena, 2 dicembre 1981) è un pilota motociclistico italiano.

## Carriera
Per quanto riguarda le competizioni del motomondiale, esordisce nel 1999 in classe 125 con un'Aprilia grazie ad una wild card ottenuta per partecipare al GP d'Italia dove taglia il traguardo in 23ª posizione.
Nella stagione 2000 partecipa a tutte le gare della stagione e conclude al 23º posto in classifica. Nel 2001 passa alla guida di una Honda, senza ottenere punti nella classifica mondiale. Infine corre un Gran Premio nel 2002 con un'Aprilia, senza ottenere però punti, in questa stessa stagione ottiene due piazzamenti a podio ed il settimo posto in classifica finale nella classe 125 del campionato Italiano Velocità. Nel 2003, sempre nel CIV si classifica ventesimo. Nel 2004 è quarto nel campionato italiano classe 125, categoria in cui gareggia anche nel 2005 quando si classifica ottavo con un'Aprilia RS 125 R e vince al Mugello.
Più lunga e variegata è stata invece la sua carriera nel campionato Europeo Velocità: ha partecipato a 5 edizioni in classe 125 tra il 1998 e il 2006 (si classifica sedicesimo nel 2003), nonché alle edizioni del 2007 e 2008 in classe 250. Quali migliori risultati ha ottenuto il 3º posto nel 1999 in 125 e il 2º nel 2007 in 250.

## Risultati nel motomondiale
| 1999 | Classe | Moto    |  |  |  |  |    |  |  |  |  |  |  |  |  |  |  |  | Punti | Pos. |
| ---- | ------ | ------- |  |  |  |  | -- |  |  |  |  |  |  |  |  |  |  |  | ----- | ---- |
| 1999 | 125    | Aprilia |  |  |  |  | 23 |  |  |  |  |  |  |  |  |  |  |  | 0     |      |

| 2000 | Classe | Moto    |    |     |    |    |    |    |     |    |    |    |    |     |    |    |    |  | Punti | Pos. |
| ---- | ------ | ------- | -- | --- | -- | -- | -- | -- | --- | -- | -- | -- | -- | --- | -- | -- | -- |  | ----- | ---- |
| 2000 | 125    | Aprilia | 21 | Rit | 12 | 20 | 18 | 21 | Rit | 16 | 17 | 12 | 13 | Rit | 20 | 16 | 19 |  | 11    | 23º  |

| 2001 | Classe | Moto  |     |     |     |    |    |     |    |    |    |     |     |  |  |  |  |  | Punti | Pos. |
| ---- | ------ | ----- | --- | --- | --- | -- | -- | --- | -- | -- | -- | --- | --- |  |  |  |  |  | ----- | ---- |
| 2001 | 125    | Honda | Rit | Rit | Rit | 21 | 21 | Rit | 16 | 20 | 21 | Rit | Rit |  |  |  |  |  | 0     |      |

| 2002 | Classe | Moto    |  |  |  |  |     |  |  |  |  |  |  |  |  |  |  |  | Punti | Pos. |
| ---- | ------ | ------- |  |  |  |  | --- |  |  |  |  |  |  |  |  |  |  |  | ----- | ---- |
| 2002 | 125    | Aprilia |  |  |  |  | Rit |  |  |  |  |  |  |  |  |  |  |  | 0     |      |

| Legenda | 1º posto        | 2º posto            | 3º posto            | A punti      | Senza punti        | Grassetto – Pole position Corsivo – Giro più veloce |
| Legenda | Gara non valida | Non qual./Non part. | Ritirato/Non class. | Squalificato | '-' Dato non disp. | Grassetto – Pole position Corsivo – Giro più veloce |